# 景东水锦树
景东水锦树（学名：Wendlandia jingdongensis），为茜草科水锦树属下的一个植物种。